# JuVaughn Harrison
JuVaughn Harrison (30 de abril de 1999) es un deportista estadounidense que compite en atletismo, especialista en las pruebas de salto de altura y salto de longitud.
Ganó una medalla de plata en el Campeonato Mundial de Atletismo de 2023, en la prueba de salto de altura. Participó en los Juegos Olímpicos de Tokio 2020, ocupando el quinto lugar en el salto de longitud y el séptimo en el salto de altura.

## Palmarés internacional
| Campeonato Mundial | Campeonato Mundial | Campeonato Mundial | Campeonato Mundial |
| Año                | Lugar              | Medalla            | Prueba             |
| ------------------ | ------------------ | ------------------ | ------------------ |
| 2023               | Budapest (Hungría) | Medalla de plata   | Salto de altura    |